# Цецвіль
Цецвіль (нім. Zetzwil) — громада в Швейцарії в кантоні Ааргау, округ Кульм.

## Географія
Громада розташована на відстані близько 70 км на північний схід від Берна, 15 км на південний схід від Аарау.
Цецвіль має площу 5,8 км², з яких на 10,1 % дозволяється будівництво (житлове та будівництво доріг), 52 % використовуються в сільськогосподарських цілях, 37,8 % зайнято лісами, 0,2 % не є продуктивними (річки, льодовики або гори).

## Демографія
2019 року в громаді мешкало 1348 осіб (+8,7 % порівняно з 2010 роком), іноземців було 13,9 %. Густота населення становила 232 осіб/км².
За віковим діапазоном населення розподілялося таким чином: 19,4 % — особи молодші 20 років, 59,9 % — особи у віці 20—64 років, 20,8 % — особи у віці 65 років та старші. Було 587 помешкань (у середньому 2,3 особи в помешканні).
Із загальної кількості 598 працюючих 40 було зайнятих в первинному секторі, 151 — в обробній промисловості, 407 — в галузі послуг.